# Кора Джейд
Брианна Кода (англ. Brianna Coda, род. 14 января 2001, Чикаго) — американская женщина-рестлер, выступающая в WWE на бренде NXT под именем Кора Джейд (англ. Cora Jade). Она бывшая командная чемпионка NXT среди женщин.
До подписания контракта с WWE она выступала на независимой сцене под именем Элайна Блэк (англ. Elayna Black), выступала в All Elite Wrestling (AEW) и Impact Wrestling.

## Карьера в рестлинге

### Ранняя карьера
Кода сначала тренировалась в академии Freelance Wrestling Academy у Брайса Бенджамина и Исайаса Веласкеса. Она дебютировала 9 декабря 2018 года в промоушене Kaiju Attack Wrestling, расположенном в Иллинойсе под именем Элайна Блэк.
18 октября 2019 года Блэк дебютировала в Impact Wrestling на PPV-шоу Prelude to Glory, где она проиграла Хэвок в быстром матче.
Блэк впервые выступила в All Elite Wrestling (AEW) 13 октября в эпизоде Dark, проиграв Рэд Вельвет. Она вернулась 3 ноября в эпизоде Dark, объединившись с Лейлой Хирш в командном матче, но проиграла команде Брэнди Роудс и Рэд Вельвет.

### WWE (с 2021)
20 января 2021 года было объявлено, что Кода подписала контракт с WWE и будет выступать на бренде NXT. Она дебютировала в эпизоде 205 Live 22 января под именем Кора Джейд, где она выступила в паре с Джиджи Долин в начальном раунде женского турнира Dusty Rhodes Tag Team Classic, но они проиграли Кэндис Ле Рей и Инди Хартвелл.

## Личная жизнь
Ранее она встречалась с рестлером Треем Бакстером. В настоящее время она встречается с рестлером во втором поколении Броном Брейккером.

## Титулы и достижения
- Pro Wrestling Illustrated
  - № 83 в топ 100 женщин-рестлеров в рейтинге PWI Women’s 150 в 2022[7]
- WWE
  - Командный чемпион NXT среди женщин (1 раз) — с Роксаной Перес[8]